# Dieter Wohlfahrt

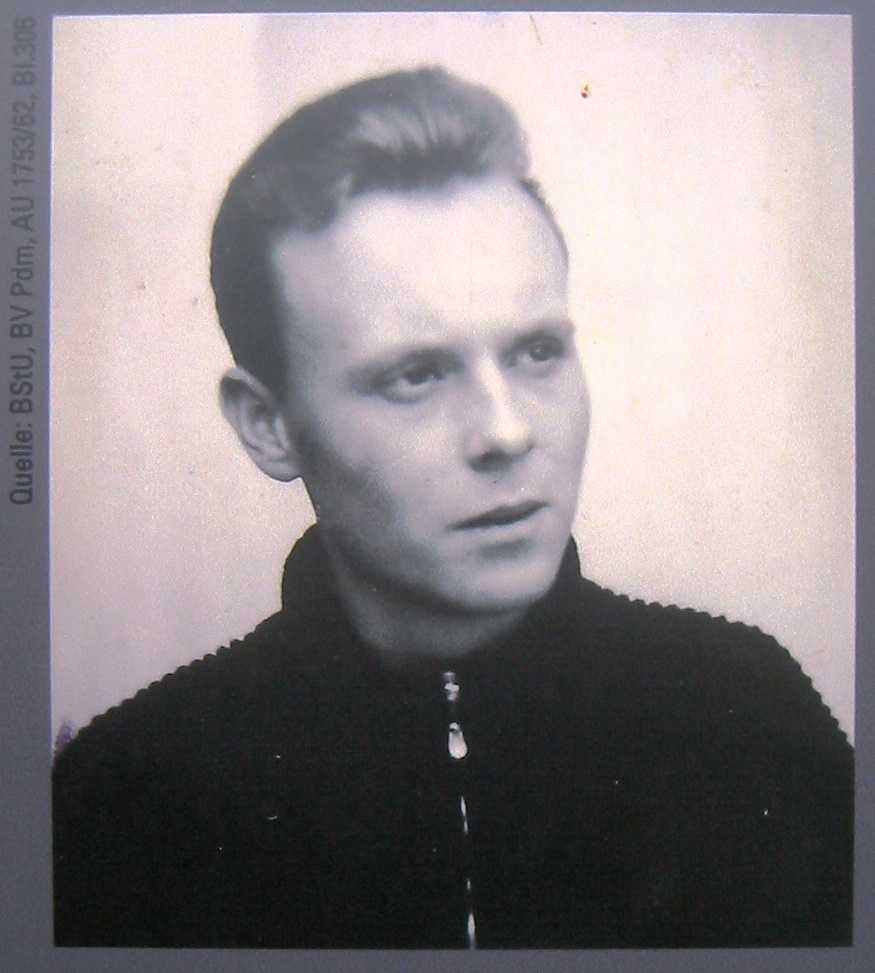
Dieter Wohlfahrt

Dieter Wohlfahrt (* 27. Mai 1941 in Berlin; † 9. Dezember 1961 ebenda) war ein Fluchthelfer und sowohl das erste Todesopfer an der Berliner Mauer ohne deutsche Staatsangehörigkeit als auch mit Wohnort in West-Berlin.

## Leben
Dieter Wohlfahrt wuchs in Hohen Neuendorf in der DDR auf. Nach einem Umzug zu seiner Tante in West-Berlin ging er auf das Bertha-von-Suttner-Gymnasium in Reinickendorf. Nach dem Abitur studierte er an der Technischen Universität Berlin ab 1961 Chemie. Er war durch seinen Vater österreichischer Staatsangehöriger. Wegen seiner Staatsangehörigkeit konnte Wohlfahrt sich frei zwischen den beiden Teilen der Stadt bewegen, anders als West-Berliner, denen der Zugang zur DDR meist verwehrt blieb. Diese Freiheit nutzte Dieter Wohlfahrt für die studentische Fluchthilfe. Anfangs half er bei Fluchtversuchen durch die Kanalisation, bis diese durch Sperrmaßnahmen unmöglich wurden. Danach ging er dazu über, an abgelegenen Orten Löcher in den Grenzzaun zu schneiden.

### Ermordung
Am 9. Dezember 1961 schnitt er zusammen mit anderen ein Loch in einen Zaun zwischen Staaken und Spandau, um so der Mutter einer Bekannten zur verabredeten Flucht zu verhelfen. Die Mutter hatte die Pläne jedoch an die Behörden der DDR verraten. Wohlfahrt und seine Begleiter gerieten in einen Hinterhalt von Grenzsoldaten der DDR, die auf die Gruppe schossen. Von einem Projektil ins Herz getroffen, verblieb er eine Stunde ohne ärztliche Versorgung im Grenzbereich liegen und erlag dort seinen Verletzungen.

### Gedenken

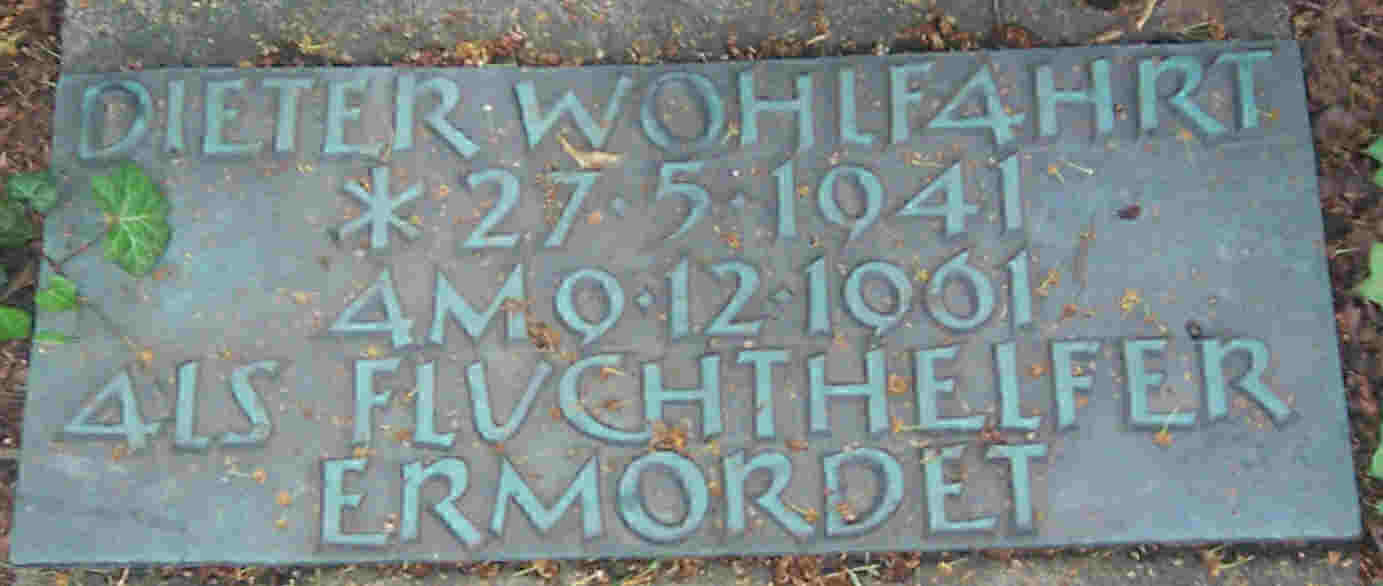
Gedenktafel am Fuß des Kreuzes

Zum Gedenken an Dieter Wohlfahrt wurde in Berlin-Spandau direkt an der Mauer an der nördlichen Bergstraße ein Holzkreuz mit einer Gedenkplatte und einem Foto von Dieter Wohlfahrt aufgestellt.